# Ferrovia Castel Bolognese-Riolo Bagni
La ferrovia Castel Bolognese-Riolo Bagni fu una linea ferroviaria in concessione, a scartamento normale aperta nel 1914 e chiusa nel 1933.

## Storia
La breve linea, lunga poco meno di 10 km, nacque come ripiego dopo che era andato a monte il propugnato progetto di una ferrovia che collegasse Castel Bolognese e i comuni della vallata del Senio con Firenze. La costruzione della transappenninica Faentina, inaugurata nel 1893, ne aveva infatti annullata la validità. Rimase il progetto di collegamento del comune di Riolo, nel quale erano presenti le conosciutissime Terme di Riolo; si riteneva infatti che il collegamento ferroviario con l'importante linea ferroviaria Bologna-Ancona, ne avrebbe incentivato il turismo. Il progetto venne approvato il 23 luglio 1912 e i lavori, condotti dall'impresa Laviosa & Callegari condussero all'inaugurazione avvenuta il 23 agosto 1914.
Per la gestione della linea concessa venne formata la Società Anonima Ferrovia Valle Senio (FVS) con sede legale a Parma. La linea fu esercita con trazione a vapore ed ebbe sin dall'inizio un modesto traffico, soprattutto estivo, e venne stabilita in orario anche una carrozza diretta delle Ferrovie dello Stato. Durante la prima guerra mondiale la linea ebbe un traffico fortissimo perché gli alberghi delle terme vennero adibiti ad ospedali militari e quindi vi giungevano i treni FS direttamente dal fronte. In seguito il traffico si ridusse ai minimi termini, la linea fu chiusa al traffico il 31 dicembre 1933 e venne istituito un servizio automobilistico. Un progetto di riattivazione ad opera della Santerno Anonima Ferroviaria (che gestiva la vicina linea Massalombarda-Imola-Fontanelice) non ebbe seguito.

## Caratteristiche
| Continuation backward | Unknown route-map component "b" |

| Unknown route-map component "dCONTgq" | Unknown route-map component "ABZg+r" | Unknown route-map component "b" | Unknown route-map component "d" |

| Station on track | Unknown route-map component "exKBHFa" |  |

| Unknown route-map component "eKRWgl" | Unknown route-map component "exKRWg+r" |  |

| Unknown route-map component "dCONTgq" | One way rightward | Unknown route-map component "exSTR" | Unknown route-map component "+d" |

| Unknown route-map component "exHST" |

| Unknown route-map component "exHST" |

| Unknown route-map component "exHST" |

| Unknown route-map component "exKBHFe" |

La linea, a scartamento ordinario, aveva origine dalla propria stazione di Castel Bolognese il cui fabbricato viaggiatori era posto di fronte a quello delle Ferrovie dello Stato. Con questa aveva in comune il fascio binari per le carrozze ed era raccordata per la comunicazione tra le due reti e ciò consentiva l'inoltro periodico di una carrozza diretta per Riolo Terme delle Ferrovie dello Stato.

## Materiale rotabile
| Num.                          | Costruzione | Costruttore | Rodiggio | Radiazione | Note                                 | Immagine |
| ----------------------------- | ----------- | ----------- | -------- | ---------- | ------------------------------------ | -------- |
| 1–3                           | 1914        | Reggiane    | C        | ca. 1915   | cedute alla FPP                      |          |
| Bacchiglione Brentella Brenta | ca. 1910    | Breda       | B        | 1922       | cedute dalla FPP restituite alla FPP |          |
| ?                             | ?           | ?           | B        | 1933?      | ex FPP?                              |          |
| 24                            | 1879        | Esslingen   | B1       | 1933       | ex FNM                               |          |